# Aïn Rahma
Aïn Rahma (în arabă عين الرحمة) este o comună din provincia Relizane, Algeria.
Populația comunei este de 12.095 de locuitori (2008).